# Équipe de Suisse de football à la Coupe du monde 2018
Cet article relate le parcours de l'équipe de Suisse de football lors de la Coupe du monde de football de 2018 organisée en Russie du 14 juin au 15 juillet 2018.
La Suisse s'est qualifiée pour la compétition en battant l'Irlande du Nord en barrage (1-0 sur l'ensemble des deux matches). Auparavant, elle remporte les neuf premières rencontres de son groupe, mais s'incline lors de l'ultime partie, à Lisbonne, contre le Portugal. Cette défaite la contraint au 2e rang derrière les Lusitaniens, à cause d'une moins bonne différence de buts (27 points chacun).

## Qualification
| Rang | Équipe     | Pts | J  | G | N | P | Bp | Bc | Diff |  | Résultats (▼ dom., ► ext.) |     |     |     |     |     |     |
| ---- | ---------- | --- | -- | - | - | - | -- | -- | ---- |  | -------------------------- | --- | --- | --- | --- | --- | --- |
| 1    | Portugal   | 27  | 10 | 9 | 0 | 1 | 32 | 4  | +28  |  | Portugal                   |     | 2-0 | 3-0 | 5-1 | 4-1 | 6-0 |
| 2    | Suisse     | 27  | 10 | 9 | 0 | 1 | 23 | 7  | +16  |  | Suisse                     | 2-0 |     | 5-2 | 2-0 | 1-0 | 3-0 |
| 3    | Hongrie    | 13  | 10 | 4 | 1 | 5 | 14 | 14 | 0    |  | Hongrie                    | 0-1 | 2-3 |     | 1-0 | 3-1 | 4-0 |
| 4    | Îles Féroé | 9   | 10 | 2 | 3 | 5 | 4  | 16 | -12  |  | Îles Féroé                 | 0-6 | 0-2 | 0-0 |     | 0-0 | 1-0 |
| 5    | Lettonie   | 7   | 10 | 2 | 1 | 7 | 7  | 18 | -11  |  | Lettonie                   | 0-3 | 0-3 | 0-2 | 0-2 |     | 4-0 |
| 6    | Andorre    | 4   | 10 | 1 | 1 | 8 | 2  | 23 | -21  |  | Andorre                    | 0-2 | 1-2 | 1-0 | 0-0 | 0-1 |     |

### Barrage
| Match aller                                         | Irlande du Nord | 0 - 1   | Suisse               | Windsor Park, Belfast                           |                                                 |
| 9 novembre 2017 · 20h45 · Historique des rencontres |                 | (0 - 0) | 58e (pen.) Rodríguez | Spectateurs : 18 269 Arbitrage : Ovidiu Hațegan | Spectateurs : 18 269 Arbitrage : Ovidiu Hațegan |
| 9 novembre 2017 · 20h45 · Historique des rencontres | Rapport         |         |                      | Spectateurs : 18 269 Arbitrage : Ovidiu Hațegan | Spectateurs : 18 269 Arbitrage : Ovidiu Hațegan |

| Match retour                                       | Suisse  | 0 - 0 | Irlande du Nord | Parc Saint-Jacques, Bâle                     |                                              |
| 12 novembre 2017 · 18h · Historique des rencontres |         |       |                 | Spectateurs : 36 000 Arbitrage : Felix Brych | Spectateurs : 36 000 Arbitrage : Felix Brych |
| 12 novembre 2017 · 18h · Historique des rencontres | Rapport |       |                 | Spectateurs : 36 000 Arbitrage : Felix Brych | Spectateurs : 36 000 Arbitrage : Felix Brych |

## Matchs de préparation
| 23 mars 2018                      | Grèce   | 0 - 1   | Suisse       | Stade olympique, Athènes                    |                                             |
| 20h00 · Historique des rencontres |         | (0 - 0) | 58e Džemaili | Spectateurs : 3 000 Arbitrage : Hugo Miguel | Spectateurs : 3 000 Arbitrage : Hugo Miguel |
| 20h00 · Historique des rencontres | Rapport |         |              | Spectateurs : 3 000 Arbitrage : Hugo Miguel | Spectateurs : 3 000 Arbitrage : Hugo Miguel |

| 27 mars 2018                      | Suisse                                                                                 | 6 - 0   | Panama | Swissporarena, Lucerne                         |                                                |
| 19h00 · Historique des rencontres | Džemaili 22e · Xhaka 31e (pen.) · Embolo 33e · Zuber 39e · Gavranović 45+2e · Frei 69e | (4 - 0) |        | Spectateurs : 8 600 Arbitrage : Oliver Drachta | Spectateurs : 8 600 Arbitrage : Oliver Drachta |
| 19h00 · Historique des rencontres | Rapport                                                                                |         |        | Spectateurs : 8 600 Arbitrage : Oliver Drachta | Spectateurs : 8 600 Arbitrage : Oliver Drachta |

| 3 juin 2018                       | Espagne       | 1 - 1   | Suisse        | Stade de la Cerámica, Vila-Real                |                                                |
| 21h00 · Historique des rencontres | Odriozola 29e | (1 - 0) | 62e Rodríguez | Spectateurs : 22 000 Arbitrage : István Kovács | Spectateurs : 22 000 Arbitrage : István Kovács |
| 21h00 · Historique des rencontres | Rapport       |         |               | Spectateurs : 22 000 Arbitrage : István Kovács | Spectateurs : 22 000 Arbitrage : István Kovács |

| 8 juin 2018                       | Suisse                               | 2 - 0   | Japon | Cornaredo, Lugano                              |                                                |
| 19h00 · Historique des rencontres | Rodríguez 42e (pen.) · Seferović 82e | (1 - 0) |       | Spectateurs : 7 010 Arbitrage : Amaury Delerue | Spectateurs : 7 010 Arbitrage : Amaury Delerue |
| 19h00 · Historique des rencontres | Rapport                              |         |       | Spectateurs : 7 010 Arbitrage : Amaury Delerue | Spectateurs : 7 010 Arbitrage : Amaury Delerue |

## Effectif
Après avoir établi une première liste de 26 joueurs, Vladimir Petkovic la réduit, le 4 juin 2018, aux 23 joueurs ci-dessous, excluant le gardien Gregor Kobel, le défenseur Silvan Widmer et le milieu Edimilson Fernandes.

## Coupe du monde

### 1ertour
|   | Équipe     | Pts | J | G | N | P | Bp | Bc | Diff |
| 1 | Brésil     | 7   | 3 | 2 | 1 | 0 | 5  | 1  | +4   |
| 2 | Suisse     | 5   | 3 | 1 | 2 | 0 | 5  | 4  | +1   |
| 3 | Serbie     | 3   | 3 | 1 | 0 | 2 | 2  | 4  | -2   |
| 4 | Costa Rica | 1   | 3 | 0 | 1 | 2 | 2  | 5  | -3   |

| 9  | 17 juin 2018 | Brésil     | 1 - 1 | Suisse     |
| 10 | 17 juin 2018 | Costa Rica | 0 - 1 | Serbie     |
| 25 | 22 juin 2018 | Brésil     | 2 - 0 | Costa Rica |
| 26 | 22 juin 2018 | Serbie     | 1 - 2 | Suisse     |
| 41 | 27 juin 2018 | Serbie     | 0 - 2 | Brésil     |
| 42 | 27 juin 2018 | Suisse     | 2 - 2 | Costa Rica |

#### Brésil - Suisse
| Match 9                                                  | Brésil                | 1 - 1   | Suisse                              | Rostov Arena, Rostov-sur-le-Don                     |                                                     |
| 17 juin 2018 · 21:00 (UTC+3) · Historique des rencontres | Philippe Coutinho 20e | (1 - 0) | 50e Steven Zuber (Xherdan Shaqiri ) | Spectateurs : 43 109 Arbitrage : César Arturo Ramos | Spectateurs : 43 109 Arbitrage : César Arturo Ramos |
| 17 juin 2018 · 21:00 (UTC+3) · Historique des rencontres | Rapport               |         |                                     | Spectateurs : 43 109 Arbitrage : César Arturo Ramos | Spectateurs : 43 109 Arbitrage : César Arturo Ramos |

| Brésil | Suisse |

| BRÉSIL :        |    |                   |     |     |
|                 |    |                   |     |     |
| Gardien de but  | 01 | Alisson           |     |     |
|                 | 14 | Danilo            |     |     |
|                 | 02 | Thiago Silva      |     |     |
|                 | 03 | Miranda           |     |     |
|                 | 12 | Marcelo           |     |     |
|                 | 05 | Casemiro          | 47e | 60e |
|                 | 15 | Paulinho          |     | 67e |
|                 | 19 | Willian           |     |     |
|                 | 11 | Philippe Coutinho |     |     |
|                 | 10 | Neymar            |     |     |
|                 | 09 | Gabriel Jesus     |     | 79e |
| Remplaçants :   |    |                   |     |     |
|                 | 17 | Fernandinho       |     | 60e |
|                 | 08 | Renato Augusto    |     | 67e |
|                 | 20 | Roberto Firmino   |     | 79e |
| Sélectionneur : |    |                   |     |     |
| Tite            |    |                   |     |     |

| SUISSE :          |    |                      |     |     |
|                   |    |                      |     |     |
| Gardien de but    | 01 | Yann Sommer          |     |     |
|                   | 02 | Stephan Lichtsteiner | 31e | 87e |
|                   | 22 | Fabian Schär         | 65e |     |
|                   | 05 | Manuel Akanji        |     |     |
|                   | 13 | Ricardo Rodríguez    |     |     |
|                   | 11 | Valon Behrami        | 68e | 71e |
|                   | 10 | Granit Xhaka         |     |     |
|                   | 23 | Xherdan Shaqiri      |     |     |
|                   | 15 | Blerim Džemaili      |     |     |
|                   | 14 | Steven Zuber         |     |     |
|                   | 09 | Haris Seferović      |     | 80e |
| Remplaçants :     |    |                      |     |     |
|                   | 17 | Denis Zakaria        |     | 71e |
|                   | 07 | Breel Embolo         |     | 80e |
|                   | 06 | Michael Lang         |     | 87e |
| Sélectionneur :   |    |                      |     |     |
| Vladimir Petković |    |                      |     |     |

| Assistants : Marvin Torrentera Miguel Hernández Quatrième arbitre : John Pitti Cinquième arbitre : Gabriel Victoria Arbitre vidéo : Paolo Valeri Assistants arbitre vidéo : Mauro Vigliano Elenito Di Liberatore Gianluca Rocchi Homme du Match : Philippe Coutinho |

#### Serbie - Suisse
| Match 26                                                 | Serbie                                | 1 - 2   | Suisse                                                     | Arena Baltika, Kaliningrad                   |                                              |
| 22 juin 2018 · 20:00 (UTC+2) · Historique des rencontres | ( Dušan Tadić) Aleksandar Mitrović 5e | (1 - 0) | 52e Granit Xhaka · 90e Xherdan Shaqiri (Mario Gavranović ) | Spectateurs : 33 167 Arbitrage : Felix Brych | Spectateurs : 33 167 Arbitrage : Felix Brych |
| 22 juin 2018 · 20:00 (UTC+2) · Historique des rencontres | Rapport                               |         |                                                            | Spectateurs : 33 167 Arbitrage : Felix Brych | Spectateurs : 33 167 Arbitrage : Felix Brych |

| Serbie | Suisse |

| SERBIE :        |    |                         |       |     |
|                 |    |                         |       |     |
| Gardien de but  | 01 | Vladimir Stojković      |       |     |
|                 | 06 | Branislav Ivanović      |       |     |
|                 | 15 | Nikola Milenković       |       |     |
|                 | 03 | Duško Tošić             |       |     |
|                 | 11 | Aleksandar Kolarov      |       |     |
|                 | 21 | Nemanja Matić           | 45+2e |     |
|                 | 04 | Luka Milivojević        | 39e   | 81e |
|                 | 10 | Dušan Tadić             |       |     |
|                 | 20 | Sergej Milinković-Savić | 34e   |     |
|                 | 17 | Filip Kostić            |       | 64e |
|                 | 09 | Aleksandar Mitrović     | 87e   |     |
| Remplaçants :   |    |                         |       |     |
|                 | 22 | Adem Ljajić             |       | 64e |
|                 | 18 | Nemanja Radonjić        |       | 81e |
| Sélectionneur : |    |                         |       |     |
| Mladen Krstajić |    |                         |       |     |

| SUISSE :          |    |                      |       |       |
|                   |    |                      |       |       |
| Gardien de but    | 01 | Yann Sommer          |       |       |
|                   | 02 | Stephan Lichtsteiner |       |       |
|                   | 22 | Fabian Schär         |       |       |
|                   | 05 | Manuel Akanji        |       |       |
|                   | 13 | Ricardo Rodríguez    |       |       |
|                   | 11 | Valon Behrami        |       |       |
|                   | 10 | Granit Xhaka         |       |       |
|                   | 23 | Xherdan Shaqiri      | 90+1e |       |
|                   | 15 | Blerim Džemaili      |       | 73e   |
|                   | 14 | Steven Zuber         |       | 90+4e |
|                   | 09 | Haris Seferović      |       | 46e   |
| Remplaçants :     |    |                      |       |       |
|                   | 18 | Mario Gavranović     |       | 46e   |
|                   | 07 | Breel Embolo         |       | 73e   |
|                   | 19 | Josip Drmić          |       | 90+4e |
| Sélectionneur :   |    |                      |       |       |
| Vladimir Petković |    |                      |       |       |

| Assistants : Mark Borsch Stefan Lupp Quatrième arbitre : Nawaf Shukralla Cinquième arbitre : Yaser Tulefat Arbitre vidéo : Felix Zwayer Assistants arbitre vidéo : Bastian Dankert Carlos Astroza Clément Turpin Homme du Match : Xherdan Shaqiri |

#### Suisse - Costa Rica
| Match 42                                                 | Suisse                                                                 | 2 - 2   | Costa Rica                                                    | Stade de Nijni Novgorod, Nijni Novgorod         |                                                 |
| 27 juin 2018 · 21:00 (UTC+3) · Historique des rencontres | ( Breel Embolo) Blerim Džemaili 31e · ( Denis Zakaria) Josip Drmić 87e | (1 - 0) | 56e Kendall Waston (Joel Campbell ) · 90+3e (csc) Yann Sommer | Spectateurs : 43 319 Arbitrage : Clément Turpin | Spectateurs : 43 319 Arbitrage : Clément Turpin |
| 27 juin 2018 · 21:00 (UTC+3) · Historique des rencontres | Rapport                                                                |         |                                                               | Spectateurs : 43 319 Arbitrage : Clément Turpin | Spectateurs : 43 319 Arbitrage : Clément Turpin |

| Suisse | Costa Rica |

| SUISSE :          |    |                      |     |     |
|                   |    |                      |     |     |
| Gardien de but    | 01 | Yann Sommer          |     |     |
|                   | 02 | Stephan Lichtsteiner | 37e |     |
|                   | 22 | Fabian Schär         | 83e |     |
|                   | 05 | Manuel Akanji        |     |     |
|                   | 13 | Ricardo Rodríguez    |     |     |
|                   | 11 | Valon Behrami        |     | 60e |
|                   | 10 | Granit Xhaka         |     |     |
|                   | 23 | Xherdan Shaqiri      |     | 81e |
|                   | 15 | Blerim Džemaili      |     |     |
|                   | 07 | Breel Embolo         |     |     |
|                   | 18 | Mario Gavranović     |     | 69e |
| Remplaçants :     |    |                      |     |     |
|                   | 17 | Denis Zakaria        | 75e | 60e |
|                   | 19 | Josip Drmić          |     | 69e |
|                   | 06 | Michael Lang         |     | 81e |
| Sélectionneur :   |    |                      |     |     |
| Vladimir Petković |    |                      |     |     |

| COSTA RICA :    |    |                    |     |       |
|                 |    |                    |     |       |
| Gardien de but  | 01 | Keylor Navas       |     |       |
|                 | 03 | Giancarlo González |     |       |
|                 | 02 | Jhonny Acosta      |     |       |
|                 | 19 | Kendall Waston     | 89e |       |
|                 | 16 | Cristian Gamboa    | 11e | 90+3e |
|                 | 08 | Bryan Oviedo       |     |       |
|                 | 05 | Celso Borges       |     |       |
|                 | 20 | David Guzmán       |     | 90+1e |
|                 | 09 | Daniel Colindres   |     | 81e   |
|                 | 10 | Bryan Ruiz         |     |       |
|                 | 12 | Joel Campbell      | 29e |       |
| Remplaçants :   |    |                    |     |       |
|                 | 13 | Rodney Wallace     |     | 81e   |
|                 | 14 | Randall Azofeifa   |     | 90+1e |
|                 | 04 | Ian Smith          |     | 90+3e |
| Sélectionneur : |    |                    |     |       |
| Óscar Ramírez   |    |                    |     |       |

| Assistants : Nicolas Danos Cyril Gringore Quatrième arbitre : Norbert Hauata Cinquième arbitre : Bertrand Brial Arbitre vidéo : Felix Zwayer Assistants arbitre vidéo : Bastian Dankert Mark Borsch Szymon Marciniak Homme du Match : Blerim Džemaili |

### Huitième de finale

#### Suède - Suisse
| Match 55                                                   | Suède                             | 1 - 0   | Suisse | Stade Krestovski, Saint-Pétersbourg            |                                                |
| 3 juillet 2018 · 17:00 (UTC+3) · Historique des rencontres | ( Ola Toivonen) Emil Forsberg 66e | (0 - 0) |        | Spectateurs : 64 042 Arbitrage : Damir Skomina | Spectateurs : 64 042 Arbitrage : Damir Skomina |
| 3 juillet 2018 · 17:00 (UTC+3) · Historique des rencontres | Rapport                           |         |        | Spectateurs : 64 042 Arbitrage : Damir Skomina | Spectateurs : 64 042 Arbitrage : Damir Skomina |

|  |  |

| SUÈDE :         |    |                     |     |       |
|                 |    |                     |     |       |
| Gardien de but  | 01 | Robin Olsen         |     |       |
|                 | 02 | Mikael Lustig       | 31e | 82e   |
|                 | 03 | Victor Lindelöf     |     |       |
|                 | 04 | Andreas Granqvist   |     |       |
|                 | 06 | Ludwig Augustinsson |     |       |
|                 | 17 | Viktor Claesson     |     |       |
|                 | 13 | Gustav Svensson     |     |       |
|                 | 08 | Albin Ekdal         |     |       |
|                 | 10 | Emil Forsberg       |     | 82e   |
|                 | 20 | Ola Toivonen        |     |       |
|                 | 09 | Marcus Berg         |     | 90+1e |
| Remplaçants :   |    |                     |     |       |
|                 | 05 | Martin Olsson       |     | 82e   |
|                 | 16 | Emil Krafth         |     | 82e   |
|                 | 22 | Isaac Kiese Thelin  |     | 90+1e |
| Sélectionneur : |    |                     |     |       |
| Janne Andersson |    |                     |     |       |

| SUISSE :          |    |                   |       |     |
|                   |    |                   |       |     |
| Gardien de but    | 01 | Yann Sommer       |       |     |
|                   | 06 | Michael Lang      | 90+4e |     |
|                   | 20 | Johan Djourou     |       |     |
|                   | 05 | Manuel Akanji     |       |     |
|                   | 13 | Ricardo Rodríguez |       |     |
|                   | 11 | Valon Behrami     | 61e   |     |
|                   | 10 | Granit Xhaka      | 68e   |     |
|                   | 23 | Xherdan Shaqiri   |       |     |
|                   | 15 | Blerim Džemaili   |       | 73e |
|                   | 14 | Steven Zuber      |       | 73e |
|                   | 19 | Josip Drmić       |       |     |
| Remplaçants :     |    |                   |       |     |
|                   | 09 | Haris Seferović   |       | 73e |
|                   | 07 | Breel Embolo      |       | 73e |
| Sélectionneur :   |    |                   |       |     |
| Vladimir Petković |    |                   |       |     |

| Assistants : Jure Praprotnik Robert Vukan Quatrième arbitre : Nawaf Shukralla Cinquième arbitre : Yaser Tulefat Arbitre vidéo : Daniele Orsato Assistants arbitre vidéo : Bastian Dankert Roberto Diaz Massimiliano Irrati Homme du Match : Emil Forsberg |

## Statistiques

### Temps de jeu
| Joueur               | 1-1      | 2-1      | 2-2      | 0-1      | TT       | But inscrit | Passe décisive | MJ       | MT       | Légende |
| -------------------- | -------- | -------- | -------- | -------- | -------- | ----------- | -------------- | -------- | -------- | --- |
| Gardiens             | Gardiens | Gardiens | Gardiens | Gardiens | Gardiens | Gardiens    | Gardiens       | Gardiens | Gardiens | Abréviations et symboles : TT : Total de minutes jouées MJ : Nombre de matchs joués MT : Matchs joués en tant que titulaire : but : passe décisive : joueur entré : joueur remplacé : capitaine : carton jaune : carton rouge |
| Yann Sommer          | 90       | 90       | 90       | 90       | 360      | -           | -              | 4        | 4        | Abréviations et symboles : TT : Total de minutes jouées MJ : Nombre de matchs joués MT : Matchs joués en tant que titulaire : but : passe décisive : joueur entré : joueur remplacé : capitaine : carton jaune : carton rouge |
| Yvon Mvogo           | -        | -        | -        | -        | -        | -           | -              | -        | -        | Abréviations et symboles : TT : Total de minutes jouées MJ : Nombre de matchs joués MT : Matchs joués en tant que titulaire : but : passe décisive : joueur entré : joueur remplacé : capitaine : carton jaune : carton rouge |
| Roman Bürki          | -        | -        | -        | -        | -        | -           | -              | -        | -        | Abréviations et symboles : TT : Total de minutes jouées MJ : Nombre de matchs joués MT : Matchs joués en tant que titulaire : but : passe décisive : joueur entré : joueur remplacé : capitaine : carton jaune : carton rouge |
| Défenseurs           |          |          |          |          |          |             |                |          |          | Abréviations et symboles : TT : Total de minutes jouées MJ : Nombre de matchs joués MT : Matchs joués en tant que titulaire : but : passe décisive : joueur entré : joueur remplacé : capitaine : carton jaune : carton rouge |
| Stephan Lichtsteiner | 87       | 90       | 90       | -        | 267      | -           | -              | 3        | 3        | Abréviations et symboles : TT : Total de minutes jouées MJ : Nombre de matchs joués MT : Matchs joués en tant que titulaire : but : passe décisive : joueur entré : joueur remplacé : capitaine : carton jaune : carton rouge |
| François Moubandje   | -        | -        | -        | -        | -        | -           | -              | -        | -        | Abréviations et symboles : TT : Total de minutes jouées MJ : Nombre de matchs joués MT : Matchs joués en tant que titulaire : but : passe décisive : joueur entré : joueur remplacé : capitaine : carton jaune : carton rouge |
| Nico Elvedi          | -        | -        | -        | -        | -        | -           | -              | -        | -        | Abréviations et symboles : TT : Total de minutes jouées MJ : Nombre de matchs joués MT : Matchs joués en tant que titulaire : but : passe décisive : joueur entré : joueur remplacé : capitaine : carton jaune : carton rouge |
| Manuel Akanji        | 90       | 90       | 90       | 90       | 360      | -           | -              | 4        | 4        | Abréviations et symboles : TT : Total de minutes jouées MJ : Nombre de matchs joués MT : Matchs joués en tant que titulaire : but : passe décisive : joueur entré : joueur remplacé : capitaine : carton jaune : carton rouge |
| Michael Lang         | 3        | -        | 9        | 90       | 102      | -           | -              | 3        | 1        | Abréviations et symboles : TT : Total de minutes jouées MJ : Nombre de matchs joués MT : Matchs joués en tant que titulaire : but : passe décisive : joueur entré : joueur remplacé : capitaine : carton jaune : carton rouge |
| Ricardo Rodríguez    | 90       | 90       | 90       | 90       | 360      | -           | -              | 4        | 4        | Abréviations et symboles : TT : Total de minutes jouées MJ : Nombre de matchs joués MT : Matchs joués en tant que titulaire : but : passe décisive : joueur entré : joueur remplacé : capitaine : carton jaune : carton rouge |
| Johan Djourou        | -        | -        | -        | 90       | 90       | -           | -              | 1        | 1        | Abréviations et symboles : TT : Total de minutes jouées MJ : Nombre de matchs joués MT : Matchs joués en tant que titulaire : but : passe décisive : joueur entré : joueur remplacé : capitaine : carton jaune : carton rouge |
| Fabian Schär         | 90       | 90       | 90       | -        | 270      | -           | -              | 3        | 3        | Abréviations et symboles : TT : Total de minutes jouées MJ : Nombre de matchs joués MT : Matchs joués en tant que titulaire : but : passe décisive : joueur entré : joueur remplacé : capitaine : carton jaune : carton rouge |
| Milieux              |          |          |          |          |          |             |                |          |          | Abréviations et symboles : TT : Total de minutes jouées MJ : Nombre de matchs joués MT : Matchs joués en tant que titulaire : but : passe décisive : joueur entré : joueur remplacé : capitaine : carton jaune : carton rouge |
| Remo Freuler         | -        | -        | -        | -        | -        | -           | -              | -        | -        | Abréviations et symboles : TT : Total de minutes jouées MJ : Nombre de matchs joués MT : Matchs joués en tant que titulaire : but : passe décisive : joueur entré : joueur remplacé : capitaine : carton jaune : carton rouge |
| Granit Xhaka         | 90       | 90       | 90       | 90       | 360      | 1           | -              | 4        | 4        | Abréviations et symboles : TT : Total de minutes jouées MJ : Nombre de matchs joués MT : Matchs joués en tant que titulaire : but : passe décisive : joueur entré : joueur remplacé : capitaine : carton jaune : carton rouge |
| Valon Behrami        | 71       | 90       | 60       | 90       | 311      | -           | -              | 4        | 4        | Abréviations et symboles : TT : Total de minutes jouées MJ : Nombre de matchs joués MT : Matchs joués en tant que titulaire : but : passe décisive : joueur entré : joueur remplacé : capitaine : carton jaune : carton rouge |
| Steven Zuber         | 90       | 90       | -        | 73       | 253      | 1           | -              | 3        | 3        | Abréviations et symboles : TT : Total de minutes jouées MJ : Nombre de matchs joués MT : Matchs joués en tant que titulaire : but : passe décisive : joueur entré : joueur remplacé : capitaine : carton jaune : carton rouge |
| Blerim Džemaili      | 90       | 73       | 90       | 73       | 326      | 1           | -              | 4        | 4        | Abréviations et symboles : TT : Total de minutes jouées MJ : Nombre de matchs joués MT : Matchs joués en tant que titulaire : but : passe décisive : joueur entré : joueur remplacé : capitaine : carton jaune : carton rouge |
| Gelson Fernandes     | -        | -        | -        | -        | -        | -           | -              | -        | -        | Abréviations et symboles : TT : Total de minutes jouées MJ : Nombre de matchs joués MT : Matchs joués en tant que titulaire : but : passe décisive : joueur entré : joueur remplacé : capitaine : carton jaune : carton rouge |
| Denis Zakaria        | 19       | -        | 30       | -        | 49       | -           | 1              | 2        | -        | Abréviations et symboles : TT : Total de minutes jouées MJ : Nombre de matchs joués MT : Matchs joués en tant que titulaire : but : passe décisive : joueur entré : joueur remplacé : capitaine : carton jaune : carton rouge |
| Xherdan Shaqiri      | 90       | 90       | 81       | 90       | 351      | 1           | 1              | 4        | 4        | Abréviations et symboles : TT : Total de minutes jouées MJ : Nombre de matchs joués MT : Matchs joués en tant que titulaire : but : passe décisive : joueur entré : joueur remplacé : capitaine : carton jaune : carton rouge |
| Attaquants           |          |          |          |          |          |             |                |          |          | Abréviations et symboles : TT : Total de minutes jouées MJ : Nombre de matchs joués MT : Matchs joués en tant que titulaire : but : passe décisive : joueur entré : joueur remplacé : capitaine : carton jaune : carton rouge |
| Breel Embolo         | 10       | 17       | 90       | 17       | 134      | -           | 1              | 4        | 1        | Abréviations et symboles : TT : Total de minutes jouées MJ : Nombre de matchs joués MT : Matchs joués en tant que titulaire : but : passe décisive : joueur entré : joueur remplacé : capitaine : carton jaune : carton rouge |
| Haris Seferović      | 80       | 45       | -        | 17       | 142      | -           | -              | 3        | 2        | Abréviations et symboles : TT : Total de minutes jouées MJ : Nombre de matchs joués MT : Matchs joués en tant que titulaire : but : passe décisive : joueur entré : joueur remplacé : capitaine : carton jaune : carton rouge |
| Mario Gavranović     | -        | 45       | 69       | -        | 114      | -           | 1              | 2        | 1        | Abréviations et symboles : TT : Total de minutes jouées MJ : Nombre de matchs joués MT : Matchs joués en tant que titulaire : but : passe décisive : joueur entré : joueur remplacé : capitaine : carton jaune : carton rouge |
| Josip Drmić          | -        | 1        | 21       | 90       | 112      | 1           | -              | 3        | 1        | Abréviations et symboles : TT : Total de minutes jouées MJ : Nombre de matchs joués MT : Matchs joués en tant que titulaire : but : passe décisive : joueur entré : joueur remplacé : capitaine : carton jaune : carton rouge |
| Total                |          |          |          |          |          |             |                |          |          | Abréviations et symboles : TT : Total de minutes jouées MJ : Nombre de matchs joués MT : Matchs joués en tant que titulaire : but : passe décisive : joueur entré : joueur remplacé : capitaine : carton jaune : carton rouge |
| Équipe de Suisse     | 90       | 90       | 90       | 90       | 360      | 5           | 4              | 4        | -        | Abréviations et symboles : TT : Total de minutes jouées MJ : Nombre de matchs joués MT : Matchs joués en tant que titulaire : but : passe décisive : joueur entré : joueur remplacé : capitaine : carton jaune : carton rouge |

| Buts | Joueurs         | Adversaires |
| ---- | --------------- | ----------- |
| 1    | Steven Zuber    | Brésil      |
| 1    | Xherdan Shaqiri | Serbie      |
| 1    | Granit Xhaka    | Serbie      |
| 1    | Josip Drmić     | Costa Rica  |
| 1    | Blerim Džemaili | Costa Rica  |

| Passes | Joueurs          | Adversaires |
| ------ | ---------------- | ----------- |
| 1      | Xherdan Shaqiri  | Brésil      |
| 1      | Mario Gavranović | Serbie      |
| 1      | Breel Embolo     | Costa Rica  |
| 1      | Denis Zakaria    | Costa Rica  |

## Séjour et hébergement
Durant la compétition, la Nati séjourne à l'hôtel Lada-Resort, situé dans la ville de Togliatti.